# Xiachu (köpinghuvudort i Kina, Shandong Sheng, lat 37,03, long 121,61)
Xiachu (kinesiska: 下初, 下初镇) är en köpinghuvudort i Kina. Den ligger i provinsen Shandong, i den östra delen av landet, omkring 410 kilometer öster om provinshuvudstaden Jinan. Antalet invånare är 26 863. Befolkningen består av 13 146 kvinnor och 13 717 män. Barn under 15 år utgör 6,0 %, vuxna 15-64 år 76 %, och äldre över 65 år 17,0 %.
Runt Xiachu är det tätbefolkat, med 276 invånare per kvadratkilometer. Närmaste större samhälle är Shuidao, 15,5 km norr om Xiachu. Trakten runt Xiachu består till största delen av jordbruksmark.
Genomsnittlig årsnederbörd är 743 millimeter. Den regnigaste månaden är juli, med i genomsnitt 206 mm nederbörd, och den torraste är februari, med 13 mm nederbörd.